# Tennis ai XIII Giochi del Mediterraneo
Il torneo di tennis dei XIII Giochi del Mediterraneo ha previsto 4 gare: 2 maschili e 2 femminili. Quelli maschili sono stati divisi in singolare e doppio così come quelli femminili.
Tutte le competizioni si sono disputate al Circolo Tennis di Bari.
La nazione dominatrice del torneo è stata l'Italia, che si è aggiudicata ben 3 medaglie d'oro su quattro gare in programma, oltre a due medaglie d'argento.

## Podi

### Uomini
| Evento                      | Oro                                            | Argento                        | Bronzo                                 |
| Singolo maschile (dettagli) | Vincenzo Santopadre                            | Alberto Martín                 | Fernando Vicente                       |
| Doppio maschile (dettagli)  | Italia Vincenzo Santopadre Gabrio Castrichella | Slovenia Iztok Bozic Borut Urh | Spagna Alberto Martín Fernando Vicente |

### Donne
| Evento                       | Oro                                             | Argento                                    | Bronzo                               |
| Singolo femminile (dettagli) | Tathiana Garbin                                 | Maria Paola Zavagli                        | Ana Alcazar Carrillo                 |
| Doppio femminile (dettagli)  | Grecia Christína Papadáki Christina Zachariadou | Italia Maria Paola Zavagli Tathiana Garbin | Turchia Duygu Aksit Gulberk Gultekin |

## Medagliere
| Posizione | Paese    |   |   |   | Totale |
| --------- | -------- | - | - | - | ------ |
| 1         | Italia   | 3 | 2 | 0 | 5      |
| 2         | Grecia   | 1 | 0 | 0 | 1      |
| 3         | Spagna   | 0 | 1 | 3 | 4      |
| 4         | Slovenia | 0 | 1 | 0 | 1      |
| 5         | Turchia  | 0 | 0 | 1 | 1      |
| Totale    | Totale   | 4 | 4 | 4 | 12     |